# Jan Huberts

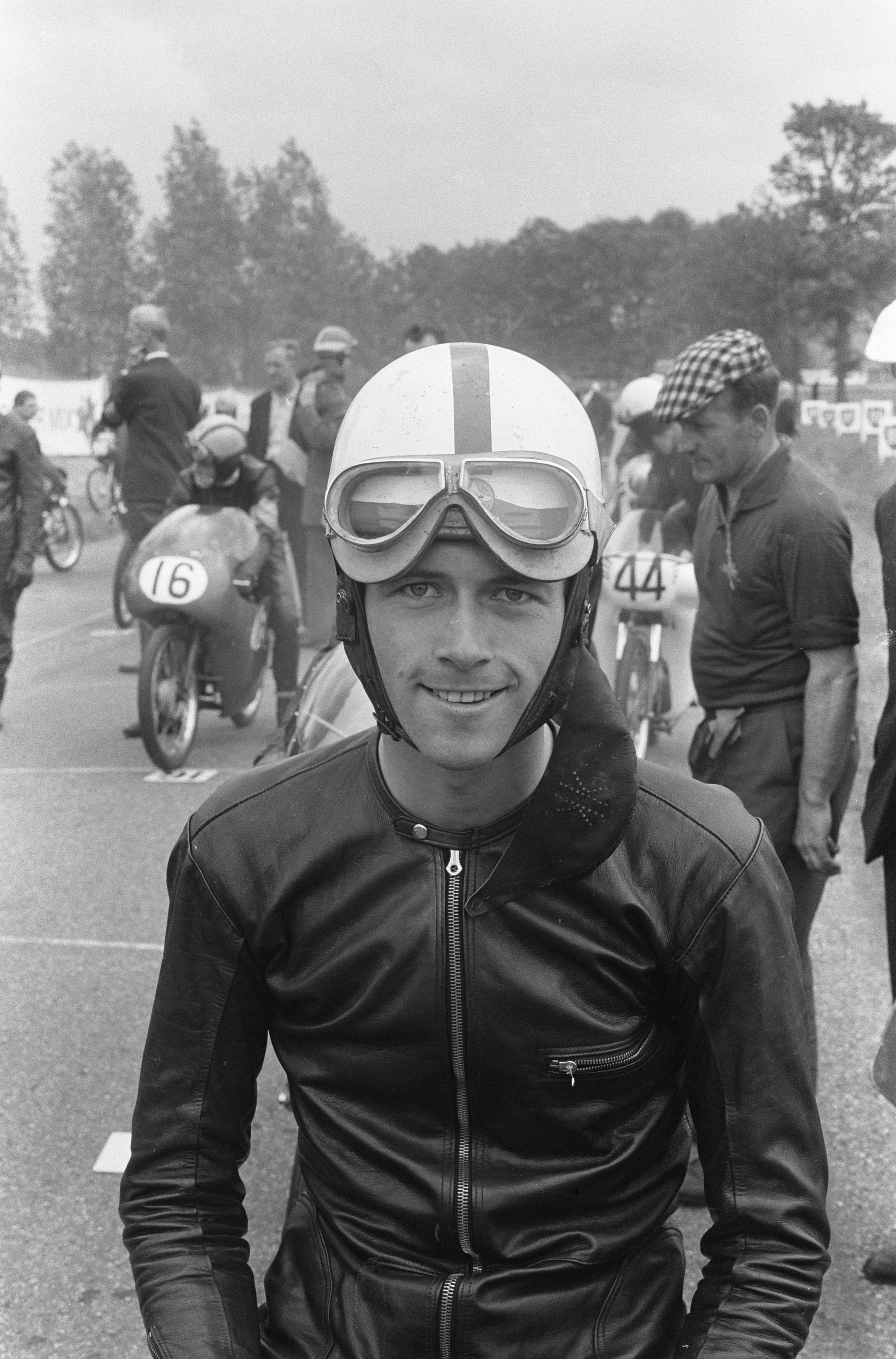
Jan Huberts in 1962

Jan Huberts (Delfzijl, 12 oktober 1937 – Rijswijk, 19 november 2016) was een Nederlands motorcoureur.
Huberts begon zelf als coureur. Huberts werd zes keer Nederlands Kampioen. In 1962 won hij twee keer een Grand Prix in de 50cc-klasse, die van Frankrijk en de DDR. Zijn succes was de voorbode van een hele generatie uiterst snelle Nederlandse coureurs in de lichte klassen, zoals Jan de Vries, Cees van Dongen, Paul Lodewijkx, Jos Schurgers, Henk van Kessel, Aalt Toersen, Jan Bruins en Theo Timmer. Jan Huberts bleef zelf bijna een kwart eeuw actief als rijder. Geen enkele Nederlander is zo vaak in de TT Assen gestart als hij.
Huberts was echter minstens zo bekend van zijn werk als team-manager. Zo was hij jarenlang zeer succesvol als manager van Boet van Dulmen. Ook was hij de man achter rijders als Hans Spaan en Wilco Zeelenberg.
Verder heeft hij jong talent begeleid, onder meer in het Deecee Racing Team. Huberts wist veel sponsors enthousiast te krijgen voor de motorsport.
Huberts was van 1981 tot 2008 houder van het wereldrecord 1 kilometer met vliegende start op een 50cc-motor, met een gemiddelde snelheid van 222,026 km/u. Hij pakte het record destijds af van Henk van Kessel en verloor het aan het Amerikaanse BuddFab team dat op een Californische zoutvlakte een gemiddelde snelheid van 233,300 km/u behaalde. Hiervoor gebruikte men 50cc-Aprilia RS50 (Moto Minarelli AM6) voorzien van een turbo.
Huberts was op 15 oktober 2016 eregast en spreker op de Vriendendag van Stichting Vrienden TT Circuit Assen. Een maand later overleed hij op 79-jarige leeftijd.